# Стадион имени В. И. Ленина (Хабаровск)
Центральная арена стадиона имени В. И. Ленина или Стадион имени Ленина — многофункциональный стадион в Хабаровске. В основном используется футбольным клубом «СКА-Хабаровск» для проведения на нём домашних матчей. Цвета трибун соответствуют клубным цветам (красно — синие). Построен в 1956 году.

## История

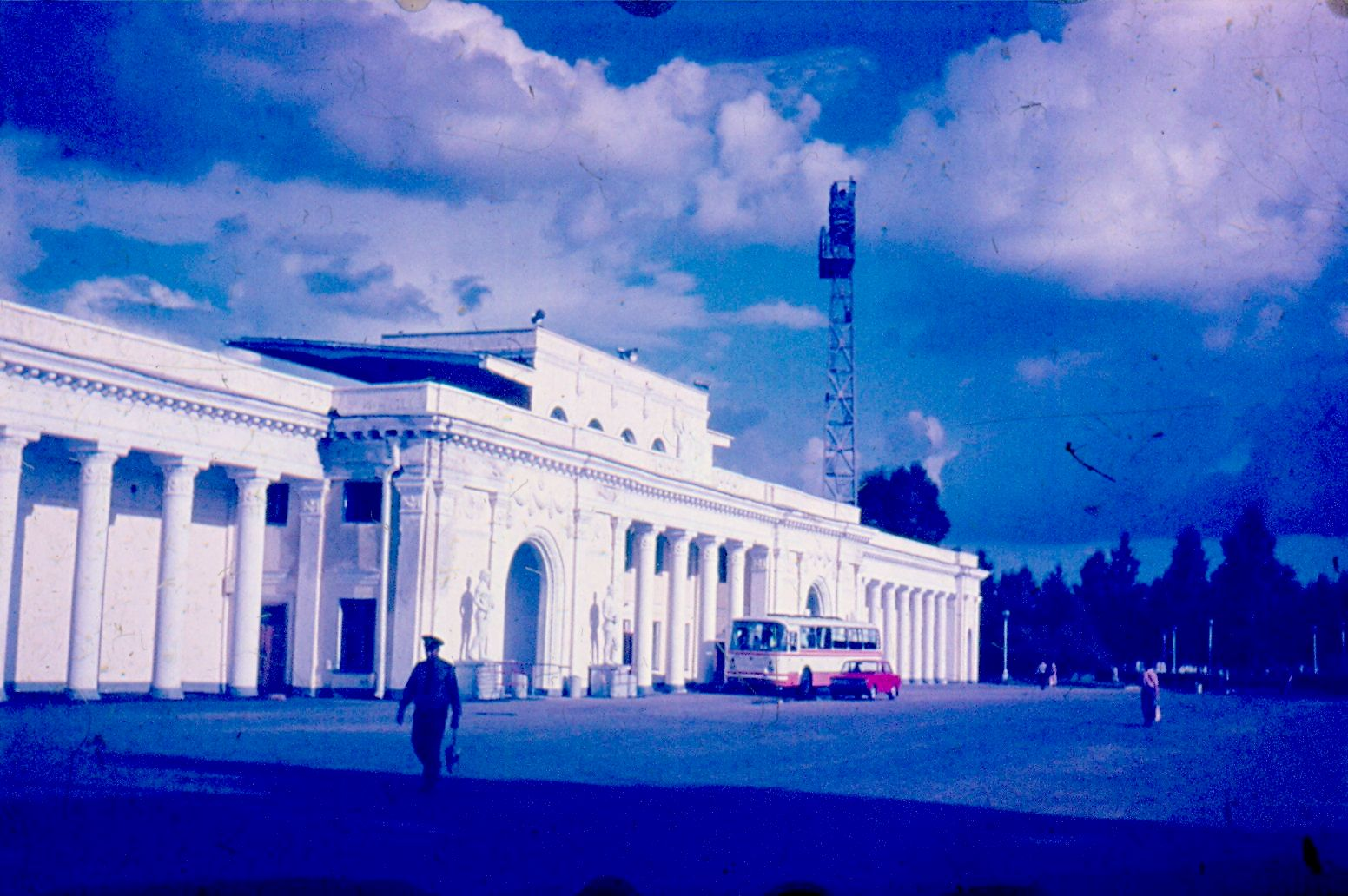
Стадион им. Ленина. Июль 1980 года

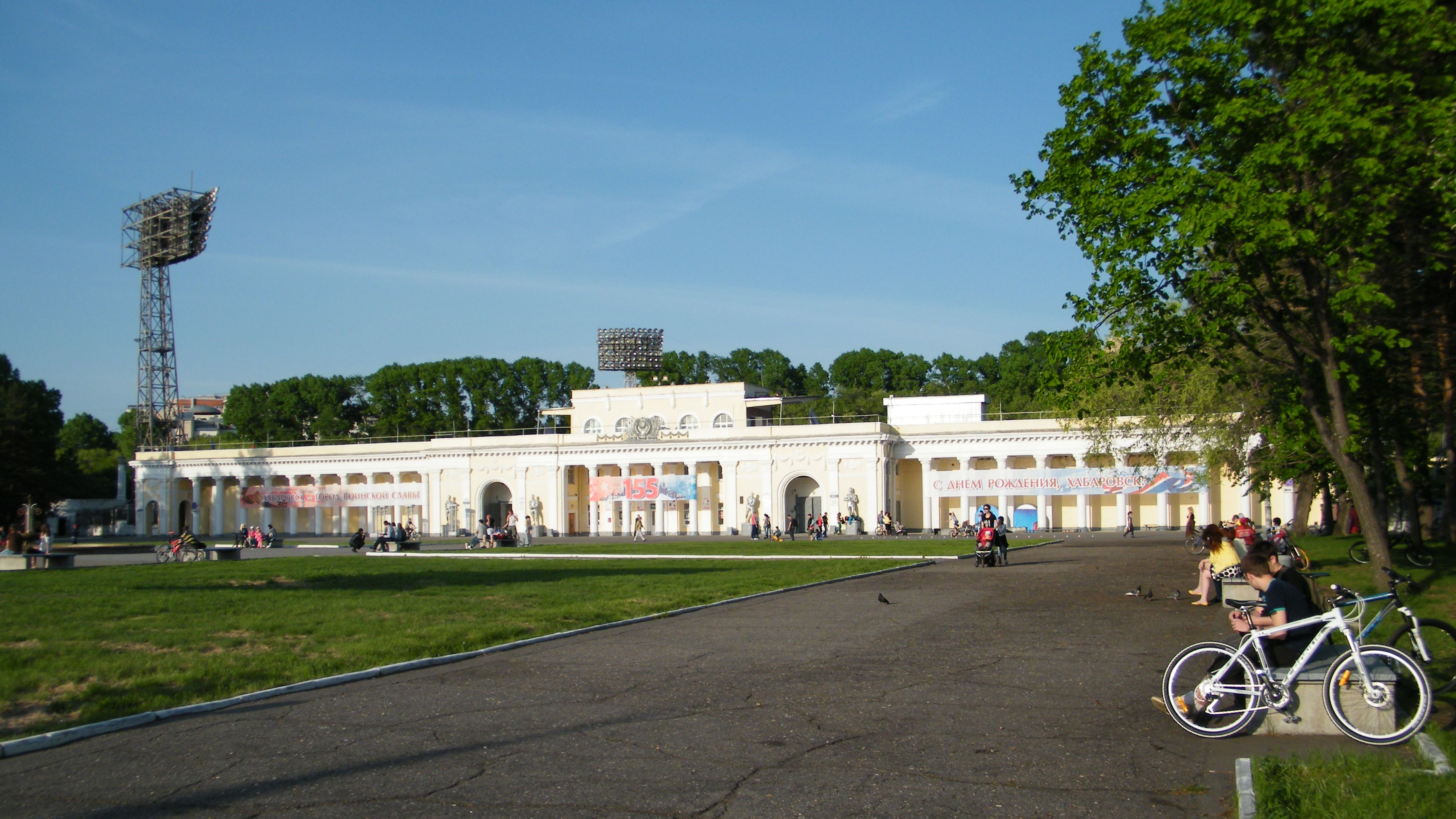
Стадион 31 мая 2013 года, во время празднования 155-летия Хабаровска.

Стадион был построен в 1956 году по приказу советского военачальника Родиона Малиновского. Арена находится на улице Советской, в Кировском районе города. Наличие тут первого многофункционального стадиона на Дальнем Востоке сыграло немалую роль в том, где же будет построен первый институт физкультуры.
Раньше на стадионе, в зимнее время также проводились матчи по хоккею с мячом и хоккею с шайбой. С 2003 года матчи по хоккею с шайбой команда «Амур» проводит в «Платинум Арене». С 2010 года матчи по хоккею с мячом больше на стадионе не проводятся, а проводятся на стадионе «Нефтяник». С 2013 года матчи проводятся в Арене «Ерофей».

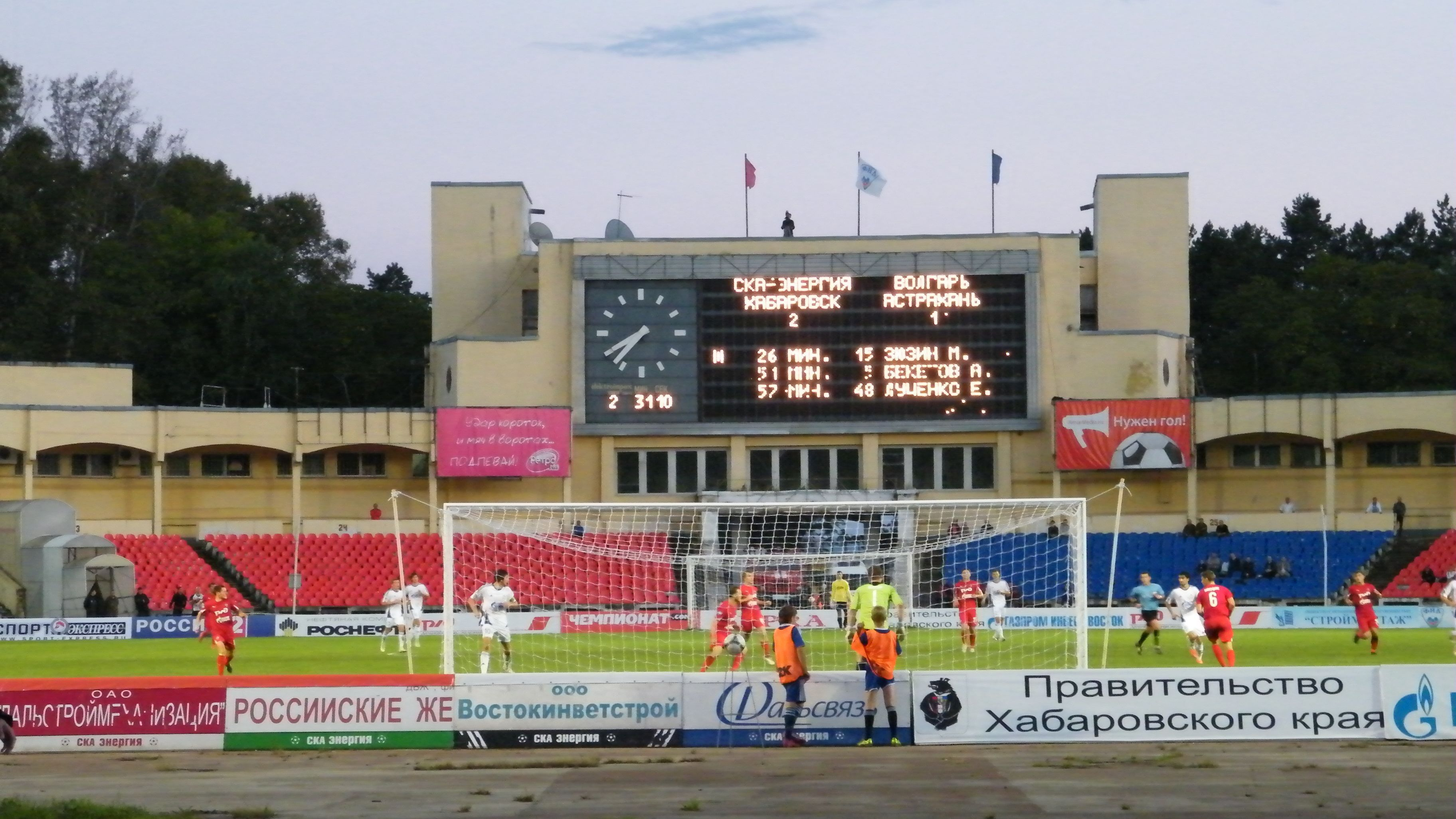
Матч «СКА-Энергия — Волгарь». 6 сентября 2012 года.

В 2015—2016 гг. стадион и прилегающая территория были реконструированы после наводнения.

## Информация об арене

Центральный вход на стадион. Построен в стиле сталинского классицизма, украшен лепниной, колоннами и гербом СССР наверху. Вокруг стадиона стоят советские скульптуры спортсменов (фигуристов, хоккеистов, футболистов, атлетистов). Некоторые не сохранились до наших дней

| Стадион имени Ленина | Стадион имени Ленина            |
| -------------------- | ------------------------------- |
|                      |                                 |
| Местоположение       | Хабаровск                       |
| Построен             | 1957                            |
| Владелец             | Правительство Хабаровского края |
| Вместимость          | 15 200                          |
| Домашняя команда     | «СКА-Хабаровск»                 |
| Размеры поля         | 105 х 68 м                      |

## Важнейшие мероприятия, проводимые или проводившиеся на стадионе
- Чемпионат мира по хоккею с мячом — 1981 (1981)
- Матчи Первенства ФНЛ / Первого дивизиона ПФЛ/ФНЛ (2001—2016, 2018 — н. в.)
- Матчи Чемпионата России по футболу (РПЛ) (2017—2018)

## Характеристики стадиона
- Количество мест: 15.200 (пластиковые, на VIP — ложе присутствуют поролоновые)
- Газон: искусственный (заменён с натурального травяного, после наводнения)
- Размеры: 105 х 68 метров
- Освещение: мачтовое. Количество мачт: 4
- Табло: электронное. Последний ремонт: 2016
- Звук: Последний ремонт: 1998
- Козырёк: только над VIP — ложей, предлагается закрыть весь стадион козырьком.

## Близлежащие объекты
- Дальневосточная государственная академия физической культуры (Амурский бульвар, 1). Открыта 1 сентября 1967 года.
- Легкоатлетический манеж (ул. Советская, 1В). Построен в 1987 году.
- «Амурский утёс» (ул. Шевченко, 15). Бывший ресторан «Утёс». На том месте, где он сейчас находится в 1919 году расстреляли австро-венгерских музыкантов за то, что они отказались играть «Боже, царя храни». Сейчас там находится смотровая площадка.
- Храм Святителя Иннокентия Иркутского (ул. Тургенева, 73Б). Первая каменная церковь города — построена в 1869 году. В 1963—1992 гг. в здании работал планетарий.
- Памятник Ленина расположен у одного из выходов стадиона.

## Происшествия
- 20 ноября 1982 года, около 21:00, после матча по хоккею с мячом СКА (Хабаровск) — Зоркий (Красногорск), на лестнице восточной трибуны произошла давка, в результате которой погибло 18 человек, среди которых были и дети, ещё более 100 человек получили тяжёлые ранения, некоторые были доставлены в городские больницы. После этого случая, восточную лестницу существенно расширили, а после и вовсе забросили и прекратили пользоваться.